# Jørgen Saxild
Jørgen Saxild (født 6. juni 1891 i København, død 21. marts 1975 smst.) var en dansk ingeniør og medstifter af Kampsax.

## Baggrund og tidlig karriere
- Uddannet som ingeniør fra Polyteknisk Læreanstalt
- Stifter Kampsax sammen med Per Kampmann og Otto Kierulff (1917).
- Kampsax får ordren på 1.000 km jernbane fra Istanbul mod øst. Saxild bliver leder for projektet, som afsluttes med succes (1927-32)
- Kampsax får ordren på den 1.394 km lange Transiranske Jernbane fra Den Persiske Bugt til Det Kaspiske Hav tværs gennem

ørkenlandskaber, højsletter, sumpe og bjergkæder uden veje, stier eller broer (1933-38)
- Efter 2. verdenskrig fortsatte han virksomhedens arbejde med havne i Tyrkiet og veje i Iran

## Den transiranske jernbane
Jørgen Saxild blev ansat af Irans hersker Reza Shah til at bygge jernbanen. Kravet var, at den – inklusive alle broer, tunneller og øvrige anlægsarbejder – stod færdig seks år senere. Arbejdstemperaturerne i bjergene er på 35 minusgrader og i ørkenen på over 50 plusgrader.
En fare ved byggeriet er dets samfundsøkonomiske påvirkning af det iranske rige. På det travleste beskæftiger byggeriet nemlig 55.000 personer. Den økonomiske udvikling leder til en stor mangel på mindre pengesedler, som truer med at sætte byggeriet i stå, idet det bliver næsten umuligt at udbetale lønninger.
Fem år og fire måneder efter kontrakten blev underskrevet, står jernbanen færdig. Det har krævet 251 store og 4.000 mindre broer, og 245 tunneller på i alt 80 kilometers længde, foruden omfattende sporarbejder.